# 偽常染色体領域

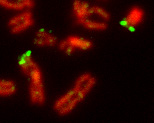
ヒトの中期スプレッド。X染色体（左）とY染色体（右上）の短腕の偽常染色体領域が蛍光in situハイブリダイゼーション（緑）によって検出されている。染色体は赤色で対比染色されている。

偽常染色体領域（ぎじょうせんしょくたいりょういき、英: pseudoautosomal region、略称: PAR）とは、X染色体とY染色体（またはZ染色体とW染色体）の間で配列が相同な領域のことである。
偽常染色体領域という名称は、この領域の遺伝子（これまでヒトでは少なくとも29遺伝子が見つかっている）が常染色体上の遺伝子のような遺伝パターンを示すことに由来する。ヒトではPAR1、PAR2と呼ばれる2つの領域が存在する。PAR1はヒトや類人猿のX染色体とY染色体の短腕の先端2.6 Mbpの領域、PAR2は長腕の先端320 kbpの領域である（X染色体の全長は155 Mbp、Y染色体は59 Mbp）。

## 位置

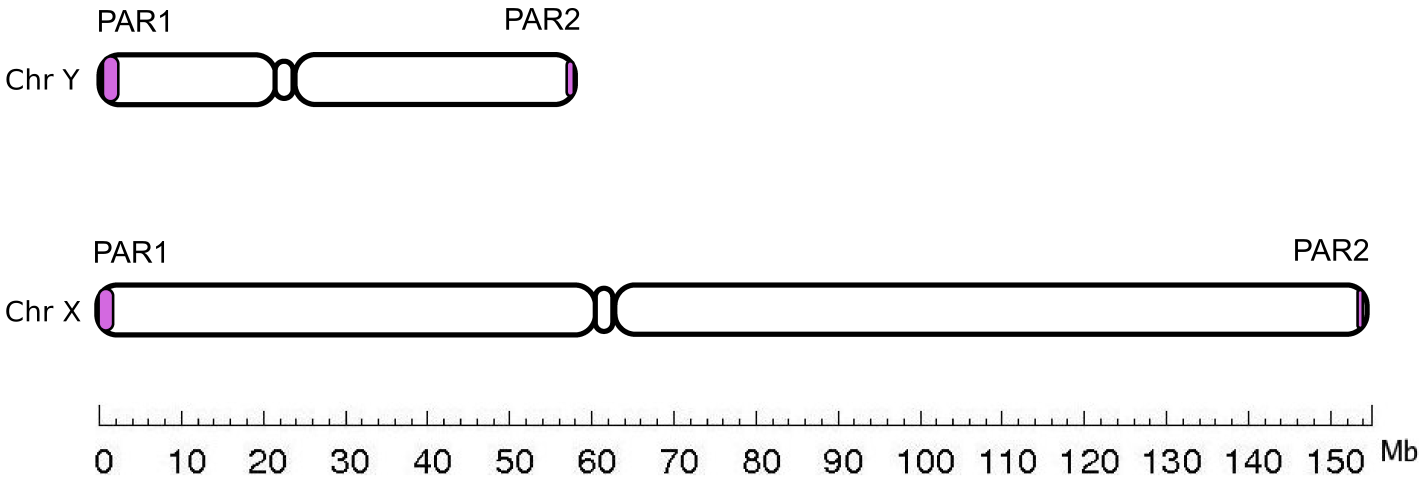
偽常染色体領域は性染色体の両末端に位置する。

GRCh38（ヒトゲノム）によるPARの位置を示す。
| 名称 | 染色体 | 塩基対開始  | 塩基対終了  | バンド |
| ---- | ------ | ----------- | ----------- | ------ |
| PAR1 | X      | 10,001      | 2,781,479   | Xp22   |
| PAR1 | Y      | 10,001      | 2,781,479   | Yp11   |
| PAR2 | X      | 155,701,383 | 156,030,895 | Xq28   |
| PAR2 | Y      | 56,887,903  | 57,217,415  | Yq12   |

## 遺伝と機能
正常なオスの哺乳類では、PAR内の遺伝子はX染色体のPARに1コピー、Y染色体のPARに1コピーの計2コピー存在する。また正常なメスも2本のX染色体に1コピーずつの計2コピー持つ。通常、X染色体とY染色体の間の乗換えはPARに限定されている。そのため、PAR内の遺伝子は性染色体連鎖型ではなく常染色体型の遺伝パターンを示す。そのため、もともと父親のY染色体に存在していたアレルをメスが受け継ぐこともある。
こうしたPARの機能は、オスの減数分裂時にX染色体とY染色体が対合し、正しい分離を可能にしている。

## 遺伝子

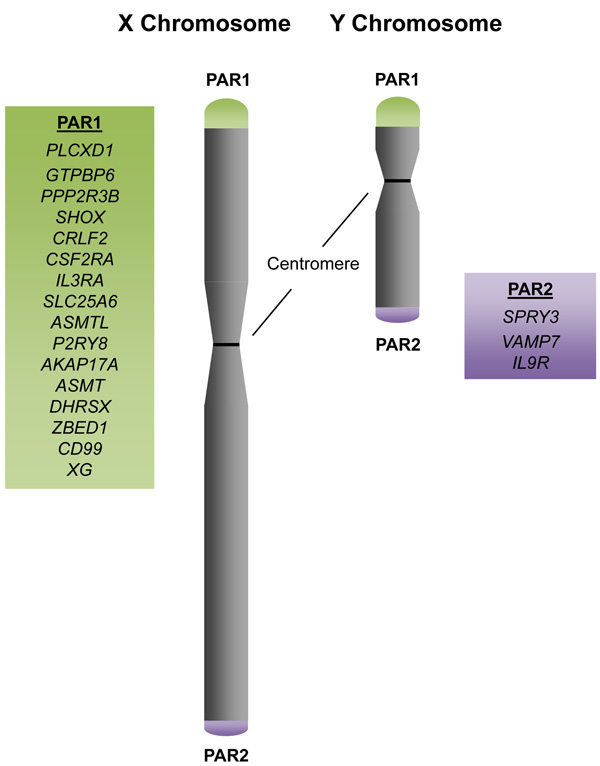
PAR1には16遺伝子が含まれ、PLCXD1が最もテロメア側末端に近く、XGがセントロメア側末端の境界部に位置する。PAR2には3遺伝子が含まれ、SPRY3がセントロメア側末端の境界に位置し、IL9Rがテロメア側の末端に位置する。

偽常染色体領域はPAR1、PAR2という2つの異なる位置に存在し、これらはそれぞれ独立に進化したと考えられている。

### PAR1
PAR1内の遺伝子には次のようなものがある。
- AKAP17A
- ASMT
- ASMTL（英語版）
- CD99（英語版）
- CRLF2（英語版）
- CSF2RA（英語版）
- DHRSX（英語版）
- GTPBP6（英語版）
- IL3RA（英語版）
- P2RY8（英語版）
- PLCXD1（英語版）
- PPP2R3B（英語版）
- SHOX（英語版）
- SLC25A6（英語版）
- XG（英語版）（PAR1の境界にまたがって位置している）
- ZBED1（英語版）

マウスでは、PAR1の遺伝子の一部は常染色体に移動している。

### PAR2
PAR2内の遺伝子には次のようなものがある。
- IL9R（英語版）
- SPRY3（英語版）
- VAMP7（英語版）（SYBL1）
- CXYorf1 - FAM39Aとしても知られ、現在では偽遺伝子WASH6Pにマッピングされているが[12]、テロメアに近接しているため研究対象となっている[6]。

## 病理
X染色体とY染色体の対合（シナプシス）とPAR間での乗換えは、男性の減数分裂の正常な進行に必要であるようである。そのため、X-Y染色体間での組換えが起こらなかった細胞では、減数分裂が完了しない。X、Y染色体のPARの構造的・遺伝的非類似性は対合や組換えを阻害し、男性不妊の原因となる。
PAR1領域のSHOX遺伝子は、ヒトの疾患と最もよく関係しており、理解が進んでいる。PARの全ての遺伝子はX染色体の不活性化を回避し、そのため性染色体異数性疾患（45,X、47,XXX、47,XXY、47,XYYなど）における遺伝子量効果の候補遺伝子となっている。また、PARの欠失もレリーワイル症候群やマーデルング変形と関係している。